# 海水淡水化
海水淡水化（かいすいたんすいか）は、海水を処理して淡水（真水）を作り出すこと、およびその設備を指す。
海辺かつ飲料用等で真水が必要とされる場所の近くに淡水源（河川、湖沼）等がなく、気候等の関係で天水（雨）の利用も難しい場合に行われている。
海水には約3.5%の塩分が含まれており、そのままでは飲用に適さない。飲用水とするためには塩分濃度を0.05%以下にまで下げる必要がある。海水淡水化プロセスの基本は海水からの脱塩処理である。

## 方式
実用化されている海水淡水化方式としては、多段フラッシュ・逆浸透法の2方式が主である。

### 多段フラッシュ（MSF：Multi-Stage Flash）

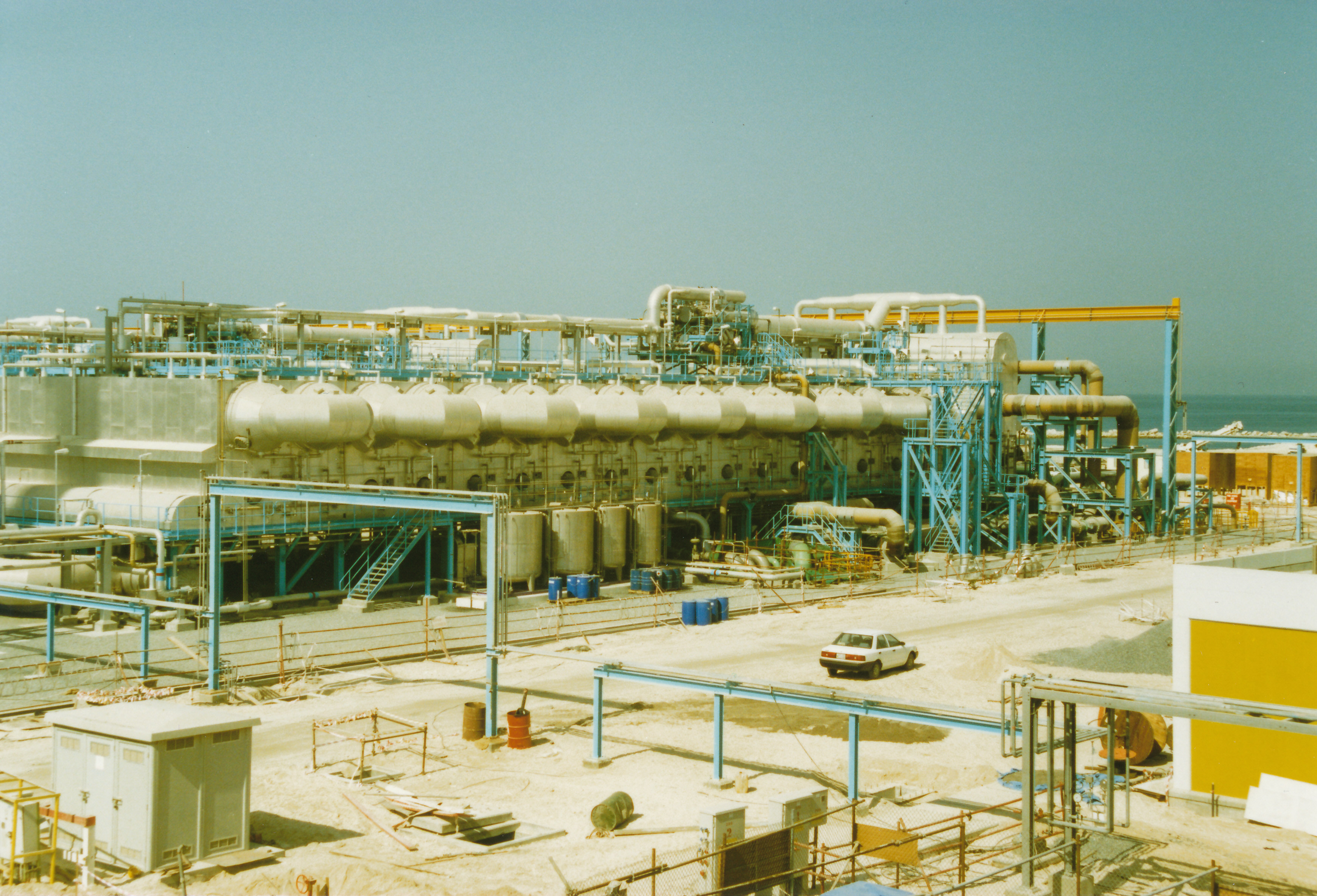
ドバイのジュベル・アリにある海水淡水化施設（多段フラッシュ方式）

海水を熱して蒸発（フラッシュ）させ、再び冷やして真水にする、つまり海水を蒸留して淡水を作り出す方式である。熱効率をよくするため減圧蒸留されている。実用プラントでは多数の減圧室を組み合わせているので、多段フラッシュ方式 (Multi Stage Flash Distillation) と呼ばれている。生成された淡水の塩分濃度は低く、5ppm未満程度である。大量の淡水を作り出すことができ、海水の品質を問わないが、熱効率が大変悪く多量のエネルギーを投入する必要がある。
この方式はエネルギー資源に余裕のある中東の産油国に多く採用されており、多くの国々では飲用水のほとんどをこれらの造水プラントで生産している。日本からはササクラ、三菱重工業、IHI、日立造船等のメーカーのプラントが輸出されている。熱源としては発電所の復水や油井から上がってくる随伴ガスや精製時に発生するオフガスが利用され、冷却にはやはり海水が使用される。このため、海水淡水化プラントは精油所や火力発電所に併設される場合が多い。
サウジアラビアの海水淡水化公団では多段フラッシュ方式の大型海水淡水化プラントを多数稼動させている。例えば1981年に稼動したジェッダNo.4プラントの生産水量は日量22万トンであり、2005年9月現在の世界最大のプラントは同公団がアシュベールに持つ日量100万トンのものである。サウジアラビアではこれらを工業用水や一般家庭用水の主水源としており、さらに余剰の淡水を農業用水としても利用している。

### 逆浸透法 (RO:Reverse Osmosis)
海水に圧力をかけて逆浸透膜（濾過膜、Reverse Osmosis Membrane）と呼ばれる濾過膜の一種に通し、海水の塩分を濃縮して捨て、淡水を漉し出す方式である。フラッシュ法よりエネルギー効率に優れている反面、RO膜が海水中の微生物や析出物で目詰まりしないよう入念に前処理する必要があること、整備にコストがかかることなどの難点がある。生成された淡水の塩分濃度は蒸留を行うフラッシュ方式と比較して若干高く、100ppm未満である。1990年代までは比較的小規模のものが多かった。しかし、近年は日量1万トンを超える大型プラントは、世界的に大部分がこの形式で建設されている。
RO膜は元の海水の塩分濃度が高いほど、また得ようとする淡水の塩分濃度が低いほど高い圧力をかけて濾過する必要があるが、例えば平均的な塩分3.5%の海水から日本の飲料水基準に適合する塩分0.01%の淡水を得る場合、2005年現在で最低55気圧程度が必要である。このためRO膜は圧力に耐えるよう、以下のいずれかの構造で造られる。
1. パスタ程度の太さで中が空胴の糸状に成型し、外側から内側へ濾過する（中空糸膜（ちゅうくうしまく）という）。
2. 1枚の濾過膜を、強度を保つため丈夫なメッシュ状のサポートと重ね合わせて袋状に閉じ、これをロールケーキ状に巻いてその断面方向から加圧する（スパイラル膜という）。

加圧にはタービンポンプやプランジャーポンプなどの高圧ポンプが使用される。
2002年時点で、m3あたり3kWh程度で製造でき、単価は170円毎m3以下という報告がある。
2005年現在、世界最大の逆浸透法海水淡水化プラントはイスラエルのアシュケロンにあり、日量33万トンの淡水を工業用や家庭用に供給している。他に中東地域、地中海沿岸、シンガポールなどに大型プラントが多い。日本最大のものは福岡市東区にあるまみずピアで、淡水供給量は日量5万トンである。
なお、2006年現在、世界で海水淡水化用の逆浸透膜を最も多く製造している国は日本であると推定されているが、生産国が日米欧以外の国々に拡大し、それらの国々での統計データが不明であることから、必ずしも正確ではない。

### 多重効用法 (MED:Multi Effect Desalination)
多重効用蒸発法とも呼ぶ。多段フラッシュと同様の蒸発式の技法だが、複数の効果缶を連結する仕組みとなっている。

### 超音波霧化分離法
上記の他、超音波を液体に照射することで液体が霧化し分離する超音波霧化分離を利用した手法もある。

## 飲用に際して
海水を高温蒸発させるフラッシュ方式、常温加圧する逆浸透法ともに、造水したままの清水は飲用には適さない。造水された淡水は低温処理を施しただけなので、殺菌されているとはいえないため、飲用する場合は塩素消毒やオゾンによる高度浄水処理により殺菌する必要がある。
また海水から製造された淡水は、陸上の淡水と比べて溶け込んでいる物質の組成が大きく異なるため、ひどく不味いと言われる。このため、生産された淡水は、ミネラル分を添加、またはイオン交換樹脂を使って、一部のイオンを除去するなどして味を調整したのちに給水される。

## 船舶
原子力潜水艦、中でも戦略パトロールに赴く戦略ミサイル原子力潜水艦は、作戦中は寄港せずに海中で数か月を過ごす。この間の酸素と飲料水は原子炉をエネルギー源とした豊富な熱と電力を利用して海水から造り出される。酸素は主に電気分解で生成されるほか、酸素キャンドルと称される塩素酸ナトリウムと鉄粉を利用した化学酸素発生器が搭載されており、二酸化炭素の除去には水酸化ナトリウムと水酸化カルシウムを利用したソーダ石灰（Co2スクラバー）によって除去が行われている。真水は排熱を利用した蒸留（フラッシュ）式で生成される。また、原子力空母や大型艦艇の多くも造水装置を搭載しており、海水を淡水化し需要に当てている。
外洋航路の民間船舶にも造水装置が搭載されており、9割がフラッシュ式となり、逆浸透膜方式を利用した海水淡水化設備も搭載される。フラッシュ方式では船舶のエンジンやボイラーの冷却水などの排熱を利用し、蒸留装置内を真空状態にすることで32℃の低温蒸発環境を創り出し、真水が生成されている。ただし、ボイラーの蒸気を真水とする場合は、フラッシュ方式で得た真水（雑用清水）をさらに逆浸透膜（またはイオン交換樹脂）で処理し、飲料水や純水に近い水としてから用いる必要があるため、両者が併用される形となることが多い。なお、船舶向けはパイオニアでありトップシェアのササクラとなる。

## 発電所
日本の関西電力や九州電力のいくつかの原子力発電所では、蒸発法や逆浸透膜を使った海水淡水化プラントが併設され、発電所内の真水需要を満たしている。
CIS諸国内陸部では、塩湖であるカスピ海の水を淡水化して飲料水としている。カザフスタンのアクタウ原子力発電所では熱源として高速増殖炉BN-350を利用した海水淡水化が行われていた。生産水量は日量12万トン。この原子炉は老朽化したことと、廃液の貯蔵エリアが満杯になったことなどから1999年より廃止措置中である。なお、カザフスタンでは2030年までに4–6基の動力炉の建設を検討している。

## 環境への負荷
海水の淡水化処理では、塩分濃度の極めて高い排水を海域に放出することは避けられない。プラントの数や規模が大きければ、排水により海水温が上昇して海水の酸素濃度が低下し、海域の生態系が損なわれる可能性がある。また、銅や塩素などの化学物質を使用した淡水化処理では、環境に対する負荷がより高くなる。

## その他
2022年5月、東京大学の伊藤喜光らの研究グループが従来のアクアポリンの4500倍の速度で水を透過し海水を濾過するフッ素ナノチューブを開発した。